# Limenitis duiliae
Limenitis duiliae är en fjärilsart som beskrevs av Hans Fruhstorfer 1915. Limenitis duiliae ingår i släktet Limenitis och familjen praktfjärilar. Inga underarter finns listade i Catalogue of Life.